# Velimir Abramović
Velimir Abramović (Beograd, 1952) srpski je filozof, univerzitetski profesor i istraživač lika i dela Nikole Tesle.

## Biografija
Doktorirao je 1985. na temu Problem kontinuiteta u prirodnoj filozofiji Lajbnica i Boškovića na Univerzitetu u Skoplju. Bivši je profesor teorije filma i predmeta Koncepti vremena, prostora i materija u prirodnim naukama na Univerzitetu Umetnosti. Najpoznatiji je po proučavanju sistema svetske uprave i lika i dela Nikole Tesle.
Od 1992. godine osnivač je i glavni urednik naučnog magazina „Tesliana". Godine 2001. osniva privatnu filozofsku školu „Institut za nauku o vremenu” u Barajevu. Urednik je naučnog i filozofskog magazina „Delphis koji izlazi u Moskvi.
Član je ruskog Interdisciplinarnog termopologijskog seminara pri Univerzitetu Lomonosov. U periodu 2004-2007 obavlja funkciju dekana fakulteta Akademija umetnosti u Beogradu.
Formulisao je teoriju temelja nauke o vremenu gde je glavna hipoteza Konstantno prisustvo kao jedino vreme fizičke realnosti, čiji su matematički modeli tačka i nula.
Abramović je osnivač Fondacije nauke o vremenu smeštene u Barajevskoj šumi.
Član je Udruženja književnika Srbije i Estetičkog društva Srbije. Ima ćerku Ivanu koja živi u Holandiji. Velimirova rođena sestra je Marina Abramović, a blizak rođak sa očeve strane bio mu je i Antonije Abramović.

## Odabrana dela
- Empsep, zbirka pesama, 1967.[10]
- Lajbnic i savremena naučna misao, 1981.[11]
- O fenomenološkom preslikavanju... i shvatanju vremena Mihaila Petrovića-Alasa, 1982.[12]
- Dijalektika umetničkog stvaralaštva, 1982.[13]
- Lajbnicovo i Boškovićevo shvatanje kontinuiteta, 1995.[14]
- Nikola Tesla: svetlost koje se ne gasi, 2009.[15]
- The Problem of Continuity in the Natural Philosophy of Leibniz and Boscovich, 2004.[16]
- Tesla evolucija svesti čovečanstva, 2014.[17]
- Tesla versus J. P. Morgan and Einstein or the Rise of Spiritual Physics, 2021.[18]